# Krok (miara)
Krok – pozaukładowa jednostka miary długości, stosowana od starożytności.
Passus to historyczna rzymska miara długości, tzw. podwójny krok, ok. 1,48 metra. Jest to długość podwójnego kroku, czyli odległość między kolejnymi śladami jednej stopy. 
Gradus to pojedynczy krok, czyli połowa kroku podwójnego.
Także w starożytnej Grecji używano jednostek διπλοῦν βῆμα (diploun bēma, krok podwójny, 5 stóp) i ἁπλοῦν βῆμα (haploun bēma, krok pojedynczy, 2,5 stopy).
Od kroku wywodzi się mila, pierwotnie równa 1000 (podwójnych) kroków (mila rzymska).
Ponieważ długość kroku jest sprawą indywidualną, w zależności od przyjętej definicji krok może się równać od 0,8 m do 1,5 m.
Przy starannej „kalibracji” w poziomym i równym terenie dokładność pomiaru może wynosić nawet 5%. W terenie górzystym i trudnym dokładność jest zazwyczaj gorsza, ale można ją poprawić, stosując tabele poprawek.
Pomiar ułatwia krokomierz zliczający kroki.
Dawniej pojedynczy krok był miarą długości stosowaną głównie w wojsku i kartografii. W przybliżeniu odpowiadał krokowi wojskowemu, ale miał ściśle określoną wartość. Początkowo równy był 5/2 (rzadziej 7/3) stopy, a ostatnio 0,8 metra. W WP przetrwał do II wojny światowej, a w kawalerii do jej rozwiązania w 1947 r.
Długość równego kroku w wojsku polskim i policji określa Regulamin musztry na 75 cm.
W terenoznawstwie i wojskowości stosuje się również pojęcie parokroku, oznaczające liczbę kroków postawionych tylko jedną z nóg. Pozwala to na łatwiejsze liczenie kroków (z uwagi na dwukrotnie mniejszą liczbę do zapamiętania).